# 尼古拉·马克休塔
尼古拉·基里洛维奇·马克休塔（俄语：Николай Кириллович Максюта，1947年5月26日—2020年11月1日），俄罗斯政治人物。前伏尔加格勒州州长。

## 生平
1947年生于基洛夫格勒州。1971年毕业于尼古拉耶夫造船学院机械工程系，进入伏尔加格勒造船厂工作。1980年代中期升任厂长。1995年代表俄罗斯联邦共产党当选伏尔加格勒州杜马议员，并在第一次全体会议当选为州杜马主席。1997年至2010年担任伏尔加格勒州州长。2010年至2014年担任俄罗斯联邦委员会议员。2020年11月1日因2019冠状病毒病在莫斯科逝世。此前一个月，他的妻子也因相同病症逝世。